# Turken in Nederland
De Turkse Nederlanders vormen de op een na grootste bevolkingsgroep in Nederland met op oktober 2022, 457.000 mensen. De Turkse gemeenschap heeft zich, net zoals in omringende landen, vanaf de jaren '60 ontwikkeld vanuit het gastarbeiderprogramma. Hoewel de werving van gastarbeiders al vroeg in de jaren '70 werd stopgezet, bleef de Turkse bevolkingsgroep in Nederland toenemen door de slechte economische situatie in het thuisland en het gezinsherenigingsbeleid. In de eenentwintigste eeuw is het aantal Turken dat naar Nederland kwam, sterk afgenomen als gevolg van de verbeterde economische situatie van Turkije en een strenger gezinsherenigingsbeleid. Vanaf de jaren '80 liep het aantal immigranten uit Turkije terug tot enkele duizenden personen per jaar. In 2006 en 2012 vertrokken er meer Turken uit Nederland dan dat er zich vestigden. Veel nieuwe migranten zijn goed opgeleid en komen naar Nederland voor een specifieke baan of studie. Turkije is daarmee na Duitsland en het Verenigd Koninkrijk de belangrijkste bron van kennismigranten voor Nederland. Sinds de toetreding van Bulgarije tot de EU in 2007 zijn enkele tienduizenden Bulgaren van Turkse afkomst naar Nederland gekomen.

## Geschiedenis
De geschiedenis van de Turkse gemeenschap in Nederland begint feitelijk aan het einde van de jaren 50 van de 20e eeuw, toen enkele Turkse arbeiders in Nederland arriveerden. De cultureel-economische band tussen de twee landen gaat echter verder terug. Het Ottomaanse Rijk was het vierde land dat de Republiek der Verenigde Nederlanden erkende. In de 16e en 17e eeuw waren er in de Europese handelssteden, zoals Amsterdam en Antwerpen, al veel Ottomaanse handelaren aanwezig, hoewel voornamelijk van Armeense, Griekse en Joodse etniciteit.

### De gastarbeiders
In de jaren '60 en '70 van de 20e eeuw kwamen duizenden Turkse mannen naar West-Europa, op basis van het Associatieovereenkomst tussen de Europese Unie en Turkije. In eerste instantie op uitnodiging van bedrijven, later ook op eigen initiatief. Zij deden meestal zwaar, laaggeschoold en slecht betaald werk, waarvoor weinig Nederlanders te vinden waren. De eerste gastarbeiders kwamen uit meer ontwikkelde gebieden van Turkije, zoals de grote steden Istanbul, Izmir, Ankara en Trabzon. Enkele jaren later kwam pas een migratiestroom op gang vanuit minder ontwikkelde gebieden van Turkije. Veel van deze latere migranten waren al eerder binnen Turkije verhuisd naar een grotere stad op zoek naar werk. In Nederland zijn relatief veel Turkse migranten uit Centraal-Anatolië en de Turkse Zwarte Zeeregio aanwezig. Turken die op eigen initiatief naar Europa vertrokken, zochten meestal mensen op uit hun familie of dorp op in de veronderstelling dat zij hen verder aan werk konden helpen. Hierdoor wonen veel Turken uit dezelfde regio in Nederland ook in dezelfde stad.
Vele gastarbeiders dachten in eerste instantie naar Turkije te kunnen teruggaan als de situatie er wat was verbeterd, zij wilden geld sparen om in Turkije een eigen zaak te beginnen of om te investeren in moderne landbouwapparatuur.
Tussen 9 en 16 augustus 1972 was Rotterdam het toneel van rassenrellen beter bekend onder de naam Pensionrellen. Ruiten van Turkse pensions en woningen van Turkse gastarbeiders werden ingegooid en Turkse cafés werden bestookt met molotovcocktails. Turken barricadeerden hun ramen tegen het gooien van stenen. Pas na een week greep de politie in. De rellen leidden ertoe dat de Rotterdamse gemeenteraad een maximum van 5% instelde voor niet-Westerse buitenlanders (inclusief Surinamers en Antillianen) per wijk, met een meerderheid van 25 tegen 10 stemmen. Als onderliggende factoren worden racisme en sociale nood genoemd.
In de jaren '70 kwamen ook enkele duizenden christenen uit Turkije naar Nederland, met name Armeniërs en Arameeërs behorende tot de Armeense en de Syrisch-Orthodoxe Kerk. De Suryoye (Arameeërs) gingen voornamelijk in Twente wonen. Deze Turkse christenen hebben een lange juridische strijd gevoerd om in Nederland in aanmerking te komen voor een verblijfsvergunning of verlening van asiel. Toen in 1979 honderdtachtig Aramese christenen dreigden te worden uitgezet bezetten ze 93 nachten lang de Sint-Janskathedraal in 's–Hertogenbosch. Reden voor de bezetting was de onveilige situatie voor Aramese en Armeense christenen in Turkije, waar ze door Koerden het leven lastig werd gemaakt.

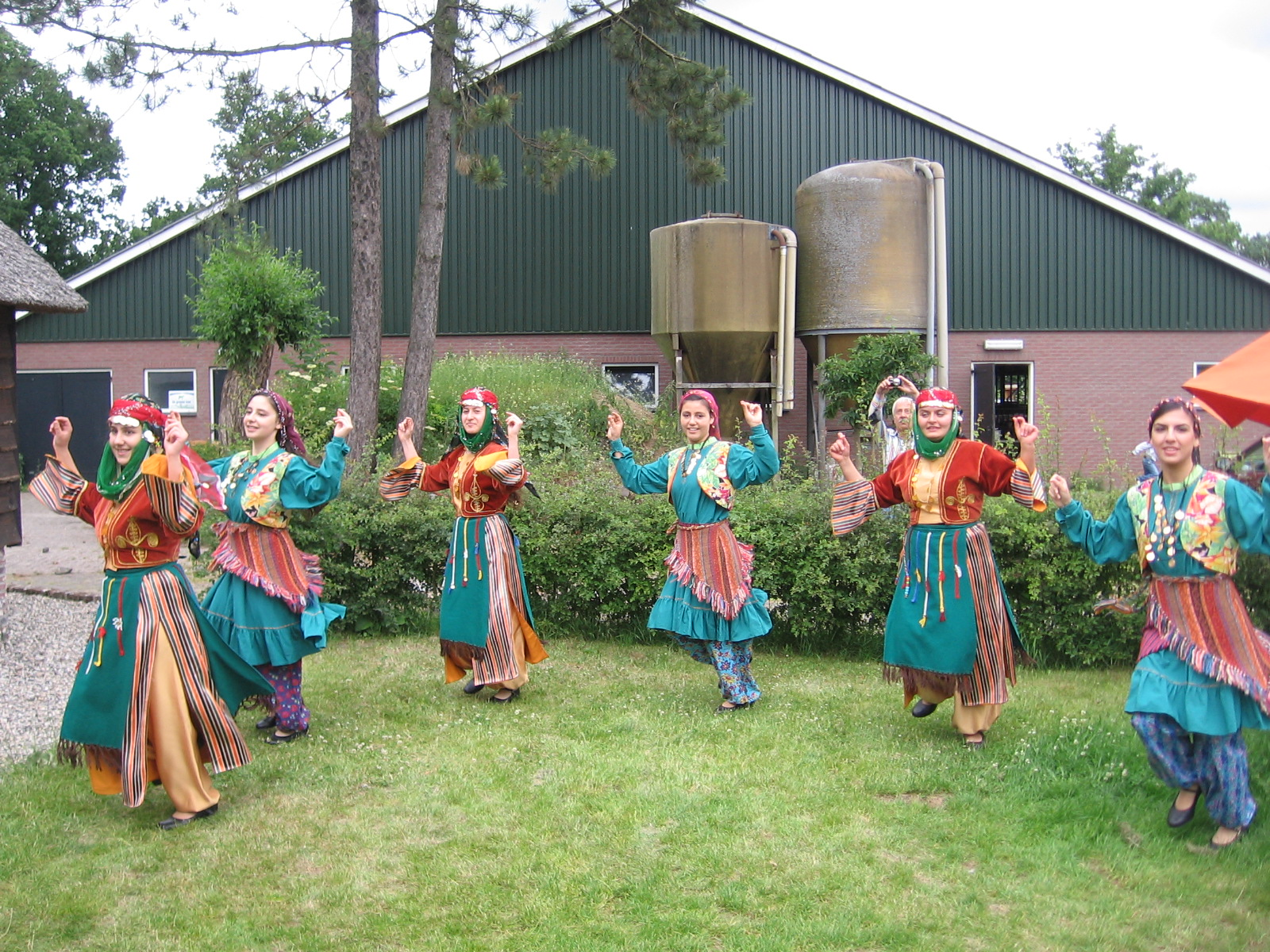
Turkse volksdansers voor een Nederlandse boerderij.

### Permanente vestiging; vereniging en organisatie
Gedurende de jaren '70, toen duidelijk werd dat de Turkse gemeenschap in Nederland aanwezig zou blijven, werden meerdere organisaties opgericht van verschillende aard: politiek, cultureel, religieus en sociaal. Turkse religieuze organisaties die in Nederland werden opgericht, zijn onder andere de aan Diyanet verbonden Stichting Turks-Islamitische Culturele Federatie en de Islamitische Stichting Nederland, lokale afdelingen van Milli Görüs, een koepelorganisatie voor Soefi-gemeenschappen genaamd Stichting Islamitisch Centrum Nederland, de Alevitische federatie HAK-DER en later ook scholen en stichtingen behorend tot de aan Fethullah Gülen gelieerde Hizmet beweging. Voorbeelden van politiek georiënteerde organisaties zijn de door politieke vluchtelingen opgerichte linkse arbeidersvereniging HTIB (Hollanda Türkiyeli İşçiler Birliği) van de Koerdische voorzitter Masto (Mustafa) Ayrancı, dat in de praktijk voornamelijk belangen van Alevieten, Armeniërs, Koerden en LGBTQ+ personen behartigd en de tegelijkertijd opgerichte vrouwenbeweging HTKF (Hollanda Türkiyeli Kadınlar Birliği) en de nationalistische Turkse Federatie Nederland.
Turkse organisaties bleven wel sterk vertegenwoordigd, ook in contacten met de Nederlandse overheid, hoewel hun invloed binnen de Turkse gemeenschap afnam. Hoewel de organisaties alle minderheden van de Turkse Nederlanders vertegenwoordigden, pogen sommige van deze organisaties toch een leidende rol te spelen binnen de Turkse kant van het integratieproces. Voorbeelden hiervan zijn het bespreekbaar maken van homoseksualiteit binnen de Turkse gemeenschap door de koepelorganisatie Inspraak Orgaan Turken in 2011, en de wens van Diyanet om zo veel mogelijk preken in het Nederlands te houden. In 2016 nodigde de Tweede Kamer 14 Turks-Nederlandse zelforganisaties uit voor een hoorzitting, vanwege ongerustheid over de nasleep van de mislukte staatsgreep in Turkije. Voorafgaand aan het gesprek spraken enkele deskundigen zich kritisch uit over het bereik van de organisaties. Lily Sprangers van het Turkije Instituut beschreef sommigen als 'volstrekte lege hulzen'. Voor velen voelden de stoelen voor de Turkse organisaties die in gesprek gingen met de Kamercommissie Sociale Zaken als een beklaagdenbankje. Zij voelden zich niet gehoord.

### Veranderd beeld sinds 21e eeuw
| Jaar | Aantal  | Jaar | Aantal  |
| ---- | ------- | ---- | ------- |
| 1996 | 271.514 | 2007 | 368.600 |
| 1997 | 279.708 | 2008 | 372.714 |
| 1998 | 289.777 | 2009 | 378.330 |
| 1999 | 299.662 | 2010 | 383.957 |
| 2000 | 308.890 | 2011 | 388.967 |
| 2001 | 319.600 | 2012 | 392.923 |
| 2002 | 330.709 | 2013 | 395.302 |
| 2003 | 341.400 | 2014 | 396.414 |
| 2004 | 351.648 | 2015 | 396.555 |
| 2005 | 358.846 | 2016 | 397.415 |
| 2006 | 364.333 | 2017 | 400.367 |

Sinds de aanslagen van 11 september 2001 is er enige discussie ontstaan in de politiek en in de samenleving omtrent de mogelijkheid tot co-existentie van islam, democratie en mensenrechten. Terwijl in Turkije de liberaal-conservatieve AKP vanaf 2002 hervormingen doorvoerde op het gebied van economie en persvrijheid werd het politieke klimaat met betrekking tot met name islamitische minderheden in Nederland negatiever. De combinatie van push- en pull-factoren leidde tot een groeiende remigratie van de eerste generatie Turken, en een toename in de migratie van de hogeropgeleide tweede generatie. Deze groepen kozen er vanaf 2003 steeds vaker voor om na hun pensioen of studie naar Turkije te verhuizen. De gepensioneerden naar hun geboortedorp of regio, de afgestudeerden met name naar Istanbul. In de eerste jaren van het millennium was de remigratie nog beperkt tot enkele honderden personen, maar deze trend versnelde in 2009 en leidde in enkele jaren zelfs tot een negatief migratiesaldo. Van een grote uittocht, zoals die zich sinds 2009 in Duitsland voordoet, is in Nederland echter geen sprake. Jaarlijks gaat het om zo'n tweeduizend Turkse remigranten en twee- tot vierhonderd Turks-Nederlandse jongeren. Door de economische ontwikkeling van Turkije is het land ook aantrekkelijk geworden voor Nederlanders. Inmiddels wonen naar schatting enkele tienduizenden Nederlanders in Turkije (inclusief nazaten van Nederlandse Levantijnse handelaren in Istanbul en Izmir). Nederlanders staan in de top 10 van woningbezitters van buitenlandse afkomst in Turkije, en jaarlijks studeren zo'n 800 Nederlandse studenten in Turkije.
Turkse hogeropgeleiden komen anno 2010 steeds vaker naar Nederland voor studie of werk. Turkse studenten zijn de op een na grootste groep gebruikers van het Erasmus-programma voor Europese uitwisseling, ze vormen na Chinezen en Amerikanen de grootste groep buitenlandse studenten van buiten de EU. Met name economische en technische opleidingen zijn populair. Sinds 2015, en met name sinds de mislukte staatsgreep van 2016, is er een groeiend aantal Turkse academici die in Nederland een vaste aanstelling proberen te krijgen. Tientallen onderzoekers zonder vaste aanstelling werden na de coup uit Nederland teruggeroepen.
De groei van het aantal personen met de Turkse nationaliteit door immigratie was in Nederland in 2010 gedaald tot enkele honderden per jaar. Het geboortecijfer voor de bevolkingsgroep Turkse Nederlanders was in 2009 met 1,7 gedaald tot iets onder dat van de autochtone Nederlanders.
Begin maart 2017 liet Turkije weten dat de Minister van Buitenlandse Zaken Mevlüt Çavuşoğlu campagne wilde gaan voeren in Rotterdam teneinde Turkse Nederlanders voor een referendum in Turkije te laten stemmen om via een presidentieel systeem President Erdoğan meer macht te geven. De Nederlandse regering gaf aan dat men een bezoek niet zou toestaan. Na een paar dagen onderhandelen werd het vliegtuig met de minister op 11 maart 2017 geweigerd in Nederland. Minister-president Mark Rutte verwees als motief hiervoor naar het feit dat Çavuşoğlu op 11 maart had gedreigd met sancties tegen Nederland als ze de minister niet toe zouden laten. Later die dag kwam Minister van Familiezaken Fatma Betül Sayan Kaya per auto van Duitsland naar Rotterdam. In Rotterdam werd ze echter bij het Turkse consulaat tegengehouden en daarna het land uitgezet. De politie mocht van het kabinet Rutte II geweld gebruiken tegen Turkse minister Kaya. Burgemeester Ahmed Aboutaleb zei in Nieuwsuur dat hij toestemming had gegeven om te schieten, hij stelde ook een noodbevel voor centrum Rotterdam in. Hierop ontstonden rellen en een massale confrontatie van demonstrerende Turken met de Mobiele Eenheid. Circa 1000 demonstranten werden uit elkaar gejaagd en kregen ook van bewoners van flats bloempotten naar zich toegegooid. De Rotterdamse politie zette hierbij waterkanonnen en politiehonden in. De uitzetting van de minister zette de verhoudingen tussen Nederland en Turkije flink onder druk. De Turkse media stipten de dubbele standaarden aan die Europa en het Nederlandse kabinet hanteerde ten aanzien van de campagne voor het referendum buiten Turkije. Zo ontving PvdA-er Keklik Yücel op 18 februari 2017 deken Metin Feyzioğlu van de Turkse orde van advocaten in Nederland. Abdullatif Şener (CHP) sprak tussen 3 en 5 maart en Tuğba Hezer Öztürk (HDP) op 4 maart. Allen voerden campagne voor het 'NEE-kamp'. Verkiezingscampagne voeren in het buitenland door Nederlandse politici, zoals de PvdA, PVV en D66 op de Nederlandse ambassade in Londen deden, werd echter niet als problematisch gezien. Advocaat Feyzioğlu veroordeelde de ondemocratische houding van Nederland en typeerde dit als onaanvaardbaar gedrag. Het pastte naar zijn mening in de toegenomen trend van populisme, Turkofobie en islamofobie in Europa.

## Cultuur

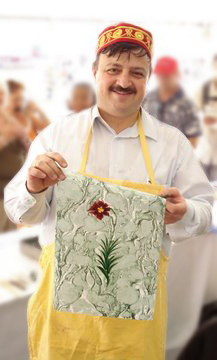
Mehmet Refii Kileci, een beroemde traditioneel marmeraar en kalligraaf.

De Turken zijn een trots volk en houden over het algemeen sterk vast aan hun tradities en cultuur van eer en respect. Dit heeft zowel voor- als nadelen, zoals verminderde criminaliteit maar toegenomen segregatie. Turken in Nederland zijn iets vaker verdachte van een misdrijf dan autochtone Nederlanders, maar als rekening wordt gehouden met hun sociaaleconomische positie (30% minder inkomen dan een autochtoon gezin) en andere belangrijke factoren is dit verschil verwaarloosbaar , of valt dit zelfs positief uit; vergeleken met autochtone Nederlanders met een gelijk gemiddeld inkomen zijn Turkse Nederlanders evenveel of iets minder vaak verdachte van een misdrijf. Door de Nederlandse tolerante opstelling voelen zij zich veel meer verbonden met Nederland dan de Turken in bijvoorbeeld Duitsland en Frankrijk zich verbonden voelen met hun land van vestiging. De Turkse gemeenschap in Nederland is een van de best georganiseerde minderheden, met vele culturele en sociale verenigingen. Turken uit verschillende gebieden van Turkije leven enigszins gesegregeerd in Nederland; zo rekruteerde de textielindustrie in Twente Turken uit regio's die bekend stonden om hun weefnijverheid. Veel Turken zijn ook trots op het gebied waar zij vandaan komen en vernoemen hun winkels dan naar de stad of regio van hun afkomst.

### Religie

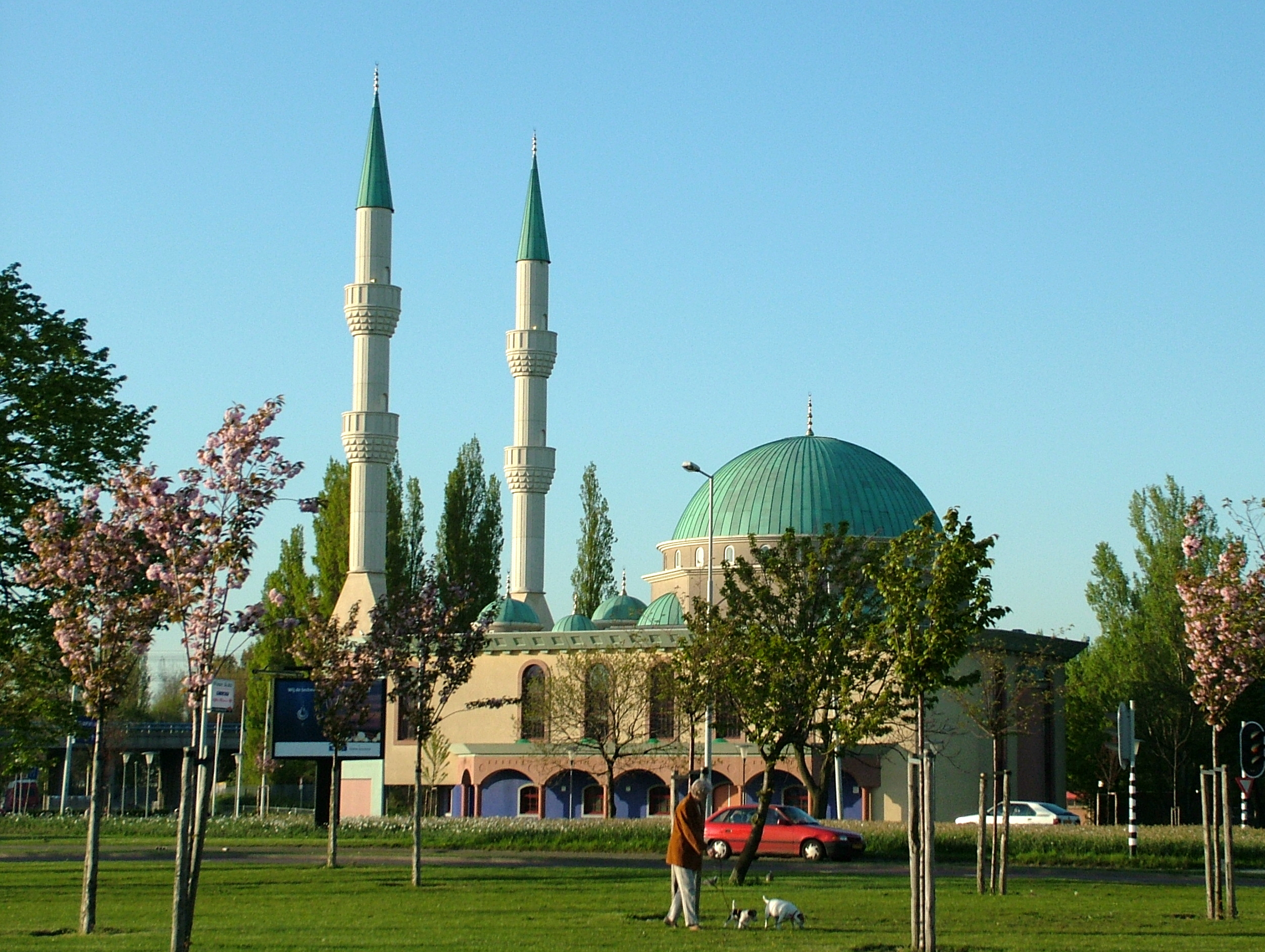
De Mevlana-moskee in Rotterdam

Tussen 75% en 87% van de Turken in Nederland is moslim, een zeer klein deel is christelijk, de overigen hebben geen religieuze overtuigingen. Hak-Der is de Federatie van Alevitische organisaties in Nederland. Volgens onderzoek van de Universiteit van Amsterdam zijn er zo'n 12.000 Turkse, orthodoxe moslims in Nederland, dat ongeveer 2% van de totale Turkse gemeenschap. Het percentage Turkse moslims is in de afgelopen decennia enigszins gedaald door de toegenomen secularisatie. Van de tweede generatie Turkse Nederlanders geeft nog zo'n twee derde aan religieus te zijn. Hun opvattingen zijn bijvoorbeeld westerser dan die van hun leeftijdsgenoten in Duitsland. Van de tweede generatie Turken in Nederland geeft verder maar 10% aan het dagelijks gebed uit te voeren en maar 20% van Turks-Nederlandse meisjes gaf aan een hoofddoek te dragen, dat is bijna de helft minder dan het percentage hoofddoekdragers in Turkije en onder de Marokkaanse gemeenschap in Nederland (38%). Minder dan de helft van de Turkse jongeren in Nederland gelooft dat moslims volgens de gedragsregels van de Koran moeten leven. Ook Turkse Bulgaren in Nederland zijn relatief liberaal en progressief in hun religieuze beleving, zelfs in vergelijking met recente christelijke Poolse migranten.
De meeste Turkse moskeeën in Nederland behoren tot Diyanet, het Turkse directoraat voor godsdienstzaken. De Islamitische stichting Nederland (ISN) beheert deze moskeeën. Verder zijn er nog enkele tientallen moskeeën van Süleymancılar en enkele van Milli Görüş. Andere religieuze stromingenn zijn: Gülenisten, Mevlevi, Bektashi en Nakşibendi.

### Taal
De Turkse taal is een belangrijk cultureel element voor Turkse Nederlanders; de noodzaak om het gebruik van het Turks te behouden wordt door een groot deel van hen onderschreven. Op 1 augustus 2004 is de Wet van 24 mei 2004 tot wijziging van de Wet op het primair onderwijs, de Wet op de expertisecentra en de Wet op het voortgezet onderwijs, onder meer in verband met de beëindiging van de bekostiging van het onderwijs in allochtone levende talen in werking getreden. Hierdoor wordt er door de Nederlandse overheid taallessen in het Turks niet gesubsideerd.
Hierdoor is de taalachterstand van met name de eerste en tweede generatie Turken in Nederland, vergeleken bij andere minderheden, gemiddeld nog groot. De taalachterstand is bij de tweede generatie echter kleiner en bij de derde generatie vrijwel afwezig. Omdat de tweede generatie in Nederland is opgegroeid, is de derde generatie meestal tweetalig opgevoed. Onderzoek wijst uit dat een tweetalige opvoeding een positief effect heeft op de schoolprestaties. Mits kinderen vanaf jonge leeftijd regelmatig met de Nederlandse taal in aanraking komen, bijvoorbeeld door een crèche, voorschool of peuterspeelzaal, hoeft het gebruik van de moedertaal in de thuissfeer niet nadelig te werken op de verwerving van de Nederlandse taal. Voor de acquisitie van kennis van nieuwe vreemde talen is het voor kinderen belangrijk dat zij rond hun 10e levensjaar een gedegen verbaal begrip hebben van de onderwijstaal. De grammaticale regels worden namelijk rond die leeftijd in deze taal (in Nederland doorgaans het Nederlands, maar ook Fries of Engels) uitgelegd. Als een Turkse leerling dan een of twee jaar achterstand heeft in de onderwijstaal, zal hij of zij meer moeite hebben om mee te komen, ongeacht zijn of haar intelligentie. De Turkse grammatica verschilt meer van de Nederlandse vergeleken met Arabisch of Chinees, ook dit bemoeilijkt het leren van correct Nederlands. Om de taalachterstand weg te nemen zijn in veel gemeenten gesubsidieerde voorscholen opgericht.
Niet alle Turken in Nederland beheersen het Turks, een deel van de eerste generatie had in Turkije geen of weinig scholing in het Turks gehad en communiceerde thuis in een minderheidstaal zoals Aramees, Koerdisch, Zazaki, Arabisch, Grieks, Lazisch, Servo-Kroatisch, Albanees, Bulgaars of Armeens. Hun kinderen leerden van hen gebrekkig Turks en ontwikkelden een onvolledige kennis van 2 of 3 verschillende talen. Omdat de Turken in Nederland het belangrijk vonden dat hun kinderen wel correct Turks zouden leren, werden vanaf eind jaren '80 docenten uit de bredere Turkse gemeenschap in Europa gerekruteerd en soms ook ingevlogen uit Turkije. De Nederlandse overheid stond positief tegenover de wens van de Turkse gemeenschap om hun taal te onderwijzen. De Turkse lessen op basisscholen werden pas na 11 september 2001 een discussiepunt in de Nederlandse samenleving en de financiering werd stopgezet. Het onderwijs gaat door op privéscholen en in sommige gemeenten. Over het algemeen zijn mensen die tegenwoordig naar Nederland komen wel Turks op hoger niveau machtig, en vaak ook een andere taal zoals het Duits of Engels, naast hun eventuele etnische taal.
Uit een onderzoek naar meertaligheid in de stad Utrecht blijkt dat 8% van de ondervraagden, waarvan 4% Turks, enige notie van de Turkse taal heeft.

### Onderwijs
De Turkse bevolking in Nederland is relatief jong en hun participatie in het onderwijs dus groot. Schooluitval was onder Turkse jongeren tot enkele jaren geleden een groot probleem. Sommige jongeren die in het Nederlandse onderwijs niet wisten te slagen, kozen (deels uit eigen wil) om hun opleiding in Turkije te vervolgen, vanwege het disciplinair karakter van het onderwijs aldaar. Recentelijk is het percentage vroege schoolverlaters onder Turken echter sterk gedaald, zelfs tot onder die van andere grote minderheden. In vergelijking met sommige andere Europese landen (Zweden, Zwitserland en Frankrijk) is het percentage vroege schoolverlaters onder Turkse Nederlanders echter nog altijd erg hoog. Het percentage dat doorstroomt naar het hoger onderwijs is relatief hoog (27%), maar nog lang niet zo hoog als in Frankrijk (36%).
Voor middelbare scholieren is er een Centraal Eindexamen Turks, dat voornamelijk (maar zeker niet uitsluitend) door scholieren met Turkse achtergrond wordt genomen. Enkele honderden leerlingen leggen het examen af, iets meer dan Chinees en Fries maar minder dan Spaans.
Turkse studenten vormen in het hoger onderwijs geen uitzondering meer. Onder hen zijn met name technische en economische studies populair, maar ook rechten en journalistiek. Sommige Turkse ouders hebben een conservatief (negatief) beeld over bepaalde opleidingen, zoals in de sociale wetenschap of creatieve industrie. Hierdoor blijft het aantal Turkse studenten in deze richtingen relatief laag, hoewel dit ook langzaam verandert.

#### Onderadvisering
Onder andere door hun taalachterstand krijgen Turkse leerlingen relatief vaker (44% tegenover 28%) een te laag studieadvies. Hierdoor moeten Turkse leerlingen vaak een verlengd schooltraject volgen; 26% komt terecht op havo of vwo terwijl uiteindelijk 33% hoger onderwijs gaat volgen. Onderadvisering wordt vaak afgedaan als gevolg van sociale factoren zoals het opleidingsniveau van de ouders; zij zouden niet in staat zijn om hun kind te kunnen ondersteunen. Uit onderzoek van de Inspectie van het Onderwijs in 2011 bleek echter dat maar 15% van de kinderen van Turkse hoogopgeleiden een havo-vwo-advies kreeg, in vergelijking met ruim 45% onder kinderen van autochtone hoogopgeleiden. Volgens dit onderzoek is er echter van een onderadvisering op etnische achtergrond geen sprake. Volgens de Tweede Kamer geven beide onderzoeken echter geen inzicht in de relatie tussen het uiteindelijk behaalde schooltype en het originele schooladvies. Een deel van de onderadvisering wordt niet geregistreerd, omdat ouders en/of leerlingen soms leraren overhalen tot het bijstellen van het advies zodat het dichter bij de CITO-score komt. Sommige middelbare scholen accepteren leerlingen ook als een IQ-test, afgenomen door een kindpsycholoog, heeft uitgewezen dat het schooladvies niet in overeenstemming is met de capaciteiten van het kind. Volgens een onderzoek uit 2012 zou er echter juist sprake zijn van lichte overadvisering van allochtone leerlingen. Dit werd in 2013 weer ontkracht door een andere studie, die vast stelde dat van overadvisering van allochtone kinderen zeker geen sprake is.

### Moderner of conservatiever
|                                   | Turkije   | 2e generatie | Autochtoon |
| --------------------------------- | --------- | ------------ | ---------- |
| Bezoekt regelmatig gebedshuis (m) | 56%       | 36%          | 15%        |
| Dagelijks gebed (m)               | 29%       | 10%          | < 1%       |
| Draagt hoofddoek (v)              | 45%       | 20%          | < 1%       |
| Vruchtbaarheid                    | 2,15      | 1,8          | 1,75       |
| Geboortecijfer                    | 15,2/1000 | 2,3/1000     | 3,5/1000   |

Regelmatig worden Turkse Nederlanders (of nazaten van gastarbeiders in andere West-Europese landen) door de media of door Turken uit Turkije weggezet als zijnde conservatiever dan Turken uit Turkije. Dat zij afkomstig zijn uit relatief arme gebieden in Centraal en Oost-Anatolië zou hieraan ten grondslag liggen, alsmede het feit dat zij een deels in zichzelf gekeerde groep vormen. Dit beeld wordt echter niet bevestigd door wetenschappelijk onderzoek. Ongeveer de helft van de Turkse Nederlanders is afkomstig uit een stedelijk milieu in Anatolië. Daarnaast waren veel Turkse migranten die van het Anatolische platteland kwamen landeigenaren, niet landarbeiders. Het percentage ongeletterden lag tussen de 2,8 en 5,6%, beduidend lager dan het gemiddelde onder de Turkse arbeidsgeschikte bevolking van dat moment (45%). Turkse Nederlanders zijn op vrijwel alle maatschappelijke aspecten progressiever dan de bevolking van Turkije. In Nederland vindt vrijwel geen uithuwelijking plaats onder de Turkse gemeenschap, vindt minder huiselijk geweld plaats, dragen vrouwen minder vaak een hoofddoek (30% tegenover 60%), is het vruchtbaarheidscijfer lager (1,7 tegenover 2,1), gaan minder mannen wekelijks naar de moskee (25% tegenover 35%) en is het percentage atheïsten en agnosten hoger (±11% tegenover 3%). Ook is de weerstand tegen homoseksualiteit onder Turkse Nederlanders lager dan onder de Turkse bevolking.

## Politiek

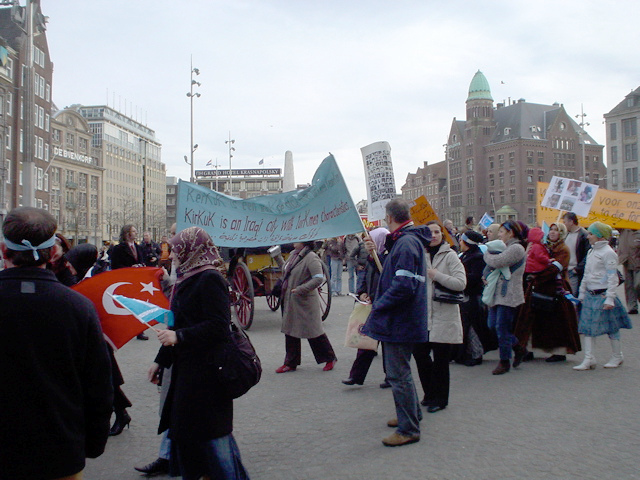
Demonstratie van Iraakse Turkmenen in Amsterdam

De Turkse bevolking is van alle minderheden het best vertegenwoordigd in de politiek. Meer dan de helft van de allochtone gemeenteraadsleden in Nederland heeft de Turkse nationaliteit, het gaat voornamelijk om linkse politieke partijen zoals DENK, PvdA, GroenLinks en SP, maar ook om (centrum)rechtse partijen als D66, CDA en de VVD. Het opkomstpercentage van Turkse Nederlanders is relatief hoog, hoewel het in 2010 sterk daalde. Bij de volgende verkiezingen in 2012 daalde de opkomst verder. Sinds 2006 is de PvdA niet langer de populairste partij onder Turkse Nederlanders, wegens de erkenning van de Armeense Genocide door die partij. Na deze gebeurtenis wonnen D66 en GroenLinks meer Turkse stemmen. Dit heeft mede te maken met het vasthouden van de PvdA aan integratie-koers minister Asscher. De multiculturele samenleving werd in twijfel getrokken of als mislukt beschouwd. Turkse organisaties werden duidelijk verweten het integreren van Turken in Nederland tegen te werken. Zo werden op 11 november 2014 Turkse jongeren door Asscher en de PvdA valselijk weggezet als IS-sympathisanten door naar een onderzoek van onderzoeksbureau Motivaction te wijzen.
Twee dagen later op 13 november 2014 werden de Turks-Nederlandse kamerleden Tunahan Kuzu en Selçuk Öztürk uit de PvdA gezet. De twee verlieten de PvdA-fractie, omdat zij niet bereid waren hun vertrouwen uit te spreken in de opstelling van de eigen fractie in het integratiedebat en in het integratiebeleid van minister Lodewijk Asscher. Later richtten zij de politieke partij DENK op.
Sommige Turkse Nederlanders twijfelen over steun aan de SP, omdat deze partij het opneemt voor een als terreurgroep erkende Marxistisch-Leninistische PKK. Voor de ruim 60.000 Koerdisch-Turkse Nederlanders is dit echter geen issue. Tot begin 2022 was de succesvolste Turkse Nederlander in de politiek de in Sivas geboren PvdA-staatssecretaris Nebahat Albayrak (2007-2010), die bij haar aantrede door politiek Nederland werd gedwongen om de Armeense genocide te erkennen.  Op 10 januari dat jaar werd de uit Turkije gevluchte Dilan Yeşilgöz-Zegerius minister van Justitie en Veiligheid. De politica met roots uit Tunceli heeft haar Turkse paspoort ingeleverd. Günay Uslu afkomstig uit Afyon werd vanaf 10 januari 2022 staatssecretaris Cultuur en Media in het kabinet-Rutte IV.
De linkse arbeidersvereniging HTIB van Ayrancı vindt DENK net zo verwerpelijk als de PVV van Geert Wilders. Zo werd DENK door Dilan Yeşilgöz (VVD), de SP'ers Cem Laçin en Sadet Karabulut en Zihni Özdil en Nevin Özütok van GroenLinks verweten voor bedreigingen aan hun adres, omdat de vijf instemden met de erkenning van de Armeense genocide. DENK stemde als enige partij tegen.
Naast de gastarbeiders en hun nazaten uit Turkije zijn er in Nederland ook enkele tienduizenden Azerbeidzjaanse, Turkmeense, Tataarse, Oezbeekse en Oeigoerse vluchtelingen uit de voormalige Sovjet-Unie, China, Iran, Irak en Afghanistan. Deze groepen delen de Turkse taal en een groot deel van hun cultuur met de gastarbeiders uit Turkije. Ze hebben ook enkele organisaties opgericht in Nederland om hun belangen te behartigen. Deze groepen komen met name in de media door demonstraties tegen onderdrukking van minderheden in hun thuisland. Bij deze demonstraties komen uit solidariteit vaak ook Nederlanders met een Turkse nationaliteit opdagen.

## Economie
Turken zijn na de Chinezen in Nederland de bevolkingsgroep met het grootste aantal zelfstandig ondernemers, zo'n 10%. De eerste generatie Turkse Nederlanders waren voor lange tijd erg huiverig om leningen aan te gaan bij banken en creëerden dus hun eigen sociaal kapitaal. Geld van familie en vrienden kan worden aangesproken om een bedrijf te starten of te redden. Hieraan is veel risico verbonden, maar door het sociale vangnet bij de aanvang slagen veel bedrijfjes op de middellange termijn er toch in om een stabiele winstgroei te realiseren. Waar de meeste minderheden tijdens de financiële crisis te maken kregen met een terugval in het ondernemerschap, steeg het aantal binnen de Turkse gemeenschap ook na 2008 nog sterk, tot zo'n 18.000 in 2011. Deze Turks-Nederlandse bedrijven zijn goed voor zo'n 50.000 werkplaatsen.  Minister Verhagen noemde daarom de Turkse gemeenschap in economische zin zeer belangrijk voor Nederland.
Nederland is een van de grootste investeerders in Turkije en veel Nederlandse bedrijven maken gebruik van hoogopgeleide Turkse Nederlanders om hun zaken in Turkije waar te nemen en om cultuurgerelateerde misverstanden te voorkomen. Eigen werkverschaffing is ook een pragmatische oplossing voor arbeidsdiscriminatie, waar Turkse Nederlanders helaas nog altijd mee geconfronteerd worden. Uit een onderzoek in 2011 bleek dat 70% van de Nederlandse arbeidsbureaus geen problemen ziet in het weren van Turken als de opdrachtgever hierom vraagt.

## Aantal
| Provincie     | Aantal 2021 |
| ------------- | ----------- |
| Zuid-Holland  | 139.701     |
| Noord-Holland | 88.757      |
| Noord-Brabant | 53.969      |
| Gelderland    | 41.185      |
| Overijssel    | 34.754      |
| Utrecht       | 31.199      |
| Limburg       | 12.528      |
| Flevoland     | 7.592       |
| Groningen     | 5.004       |
| Zeeland       | 3.424       |
| Friesland     | 1.976       |
| Drenthe       | 1.941       |

## Organisaties
Turken hebben in Nederland, na de Duitse gemeenschap, de meeste organisaties van alle migrantengroepen, iets meer dan 1100 in 2003. De belangrijkste hiervan zijn de Turkse Federatie Nederland, het Inspraakorgaan Turken (IOT) en de ondernemersvereniging HOTIAD. Ook zijn er een ondernemersvereniging voor jongeren HOGIAF, landelijke studentenverenigingen als SV Anatolia, SV Mozaik, Eurasia, NBA etc., het Turks Academisch Netwerk TANNET en een Turkse leiderschap-netwerkinstantie genaamd Turkish Dutch Leadership Society.

### Media
De Turks-Nederlandse gemeenschap heeft ook eigen media, dit betreft zowel media in print als op televisie en internet. Ekin is een Turkstalig tijdschrift dat reeds 20 jaar bestaat. Een ander tijdschrift is Platform. De jonge turken is een online nieuwssite, dat zich vooral richt op Vlaamse en Nederlandse Turkse jongeren met ca. 85 duizend volgers op Facebook de populairste. Verder zijn nieuwssites als Dutchturks.nl ook populair onder Turks-Nederlandse jongeren. Deze websites zouden een alternatief bieden voor de mainstreammedia in Nederland, die 'anti-Turks' zouden zijn. Daarnaast zijn er ook Turkstalige media voor Turkse Nederlanders als sonhaber.eu en haber.nl en talloze lokale nieuwsplatforms.
De Kanttekening is een landelijk weekblad die opgericht was door sympathisanten van Fethullah Gülen.

## Bekende Turken in Nederland
Vanaf de jaren '80 treden hier opgegroeide Turkse Nederlanders steeds vaker op de voorgrond. In eerste instantie betreft het voornamelijk schrijvers en topsporters, later ook politici, televisiepresentatoren, regisseurs en muzikanten.
Mediafiguren als Fidan Ekiz, Ebru Umar en Lale Gül zijn winnaars van de Pim Fortuynprijs, terwijl Dilan Yeşilgöz-Zegerius en Özcan Akyol genoegen moesten nemen met een nominatie.
Schrijver Halil Gür, winnaar van de eerste E. du Perronprijs in 1986 met zijn verhalenbundel Gekke Mustafa, is een van de eersten die vaker op de voorgrond kwam. Later kwamen hier nog meer schrijvers bij zoals Sadık Yemni, Sevtap Baycılı en Özkan Gölpınar. Schrijfster, actrice en cabaretière Nilgün Yerli won met De garnalenpelster de E. du Perronprijs van 2001. Hülya Aydoğan kreeg bekendheid met haar autobiografische roman De importbruid en was in 2009 genomineerd voor de E. du Perronprijs. Theatermaker Nazmiye Oral bracht in 2011 haar debuutroman Zehra uit, waarvoor zij genomineerd werd voor de E. du Perronprijs.
2012, het jaar waarin de Turks-Nederlandse betrekkingen werden gevierd, was het vruchtbaarste literaire jaar tot nu toe; Murat Isik, Özcan Akyol, Nurnaz Deniz en Meltem Halaceli (2015) brachten dat jaar en de jaren daarna hun debuut uit. Genocideonderzoeker van Armeense afkomst Uğur Ümit Üngör richt zijn onderzoek met name op daderschap en collectieve geweldpleging. Hij heeft ook buiten Nederland bekendheid verkregen. In de documentaire Het Land van Onze Grootouders (2008) wordt hij door de cameraman geconfronteerd met zijn haat tegen Turken (Turkofobie). Aangespoord door haar docent Arnon Grunberg debuteerde ex-moslima Lale Gül in 2021 met haar autobiografische roman Ik ga leven waarin zij zich afzet tegen haar islamitische opvoeding. Zij ontving hiervoor in 2021 de NS Publieksprijs. Cultureel antropoloog en schrijver Sinan Çankaya won met Mijn ontelbare identiteiten de E. du Perronprijs van 2021.
Enkele bekende Nederlands-Turkse muzikanten zijn Karsu Dönmez, Joan Franka, Ammar Bozoğlu, Ufuk Çalışkan, Ümmet Özcan, Ömer Kadan en rapper Önder Doğan aka Murda, die zijn doorbraak te danken had aan PKK-sympathisant Ezhel (Serkan İpekçioğlu).
Atiye Deniz is een Turkse popster met een Nederlandse moeder. Altın Gün is een Nederlands-Turkse band die de psychedelische jaren '70 van de 'Anatolische Rock' bij een nieuw publiek ten gehore brengt. In Nederland wordt op enkele plaatsen lesgegeven in klassieke Turkse muziekinstrumenten zoals de saz, de oed en de kemençhe, spelers van deze instrumenten verkrijgen in Nederland minder snel bekendheid, maar toch bestaan er meerdere Turkse bands en muziekensembles die met enige regelmaat op Turkse feesten en op interculturele festivals optreden.
Bekende regisseurs, scenaristen, televisiemakers en journalisten zijn Meral Uslu, Mehmet Ülger, Ebru Umar, Hülya Aydoğan, Nurgül Özkanlı-Kaşıkçı, Ayfer Ergün, Ali Karacabay, Ersin Kiris, Fidan Ekiz, Sinan Can en Erdal Balcı. Arzu Kökeng is een scenarist van wie de jeugdfilm Dede: Mehmet met de gele laarzen in 2016 genomineerd werd voor een Emmy Kids Award. Acteurs zijn onder anderen Gürkan Küçükşentürk, Elvan Akyıldız, Evrim Akyiğit, Gamze Tazim, Fatma Genç, Funda Müjde, Cahit Ölmez, Oya Capelle-Karisman en Ali Çifteci. Sadettin Kırmızıyüz is een theatermaker die in 2013 de BNG Nieuwe Theatermakersprijs won. Ahmet Polat werd in 2015 benoemd tot Fotograaf des Vaderlands en in 2016 won Ciğdem Yüksel met haar fotoserie over Syrische kinderarbeid in Turkije de Zilveren Camera. In 2024 werd De jacht op Meral Ö. met Dilan Yurdakul genomineerd voor de Gouden Kalf, een dramafilm over het toeslagenschandaal waarbij Turkse Nederlanders buitenproportioneel werden getroffen, net als vele andere migrantengroepen.
In de sportwereld hebben Oranje-international Uğur Yıldırım, scheidsrechter Serdar Gözübüyük en Olympische bokser Orhan Delibaş naamgemaakt.

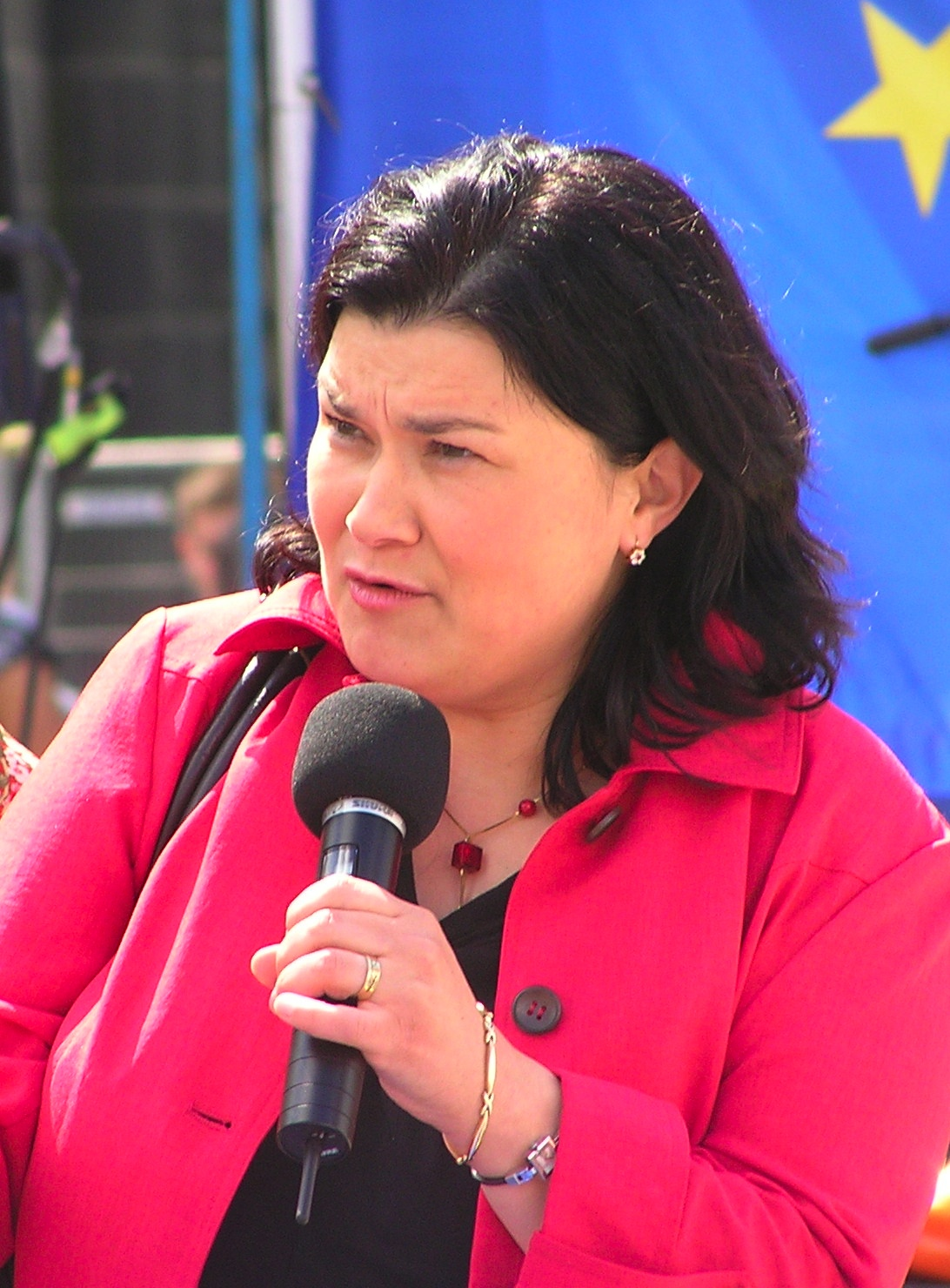
Emine Bozkurt
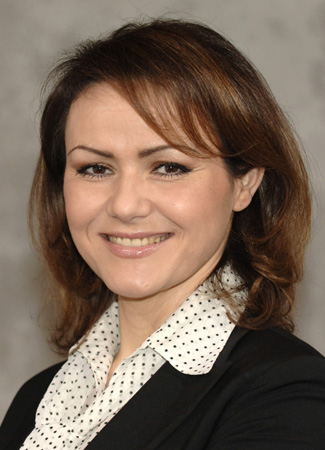
Nebahat Albayrak
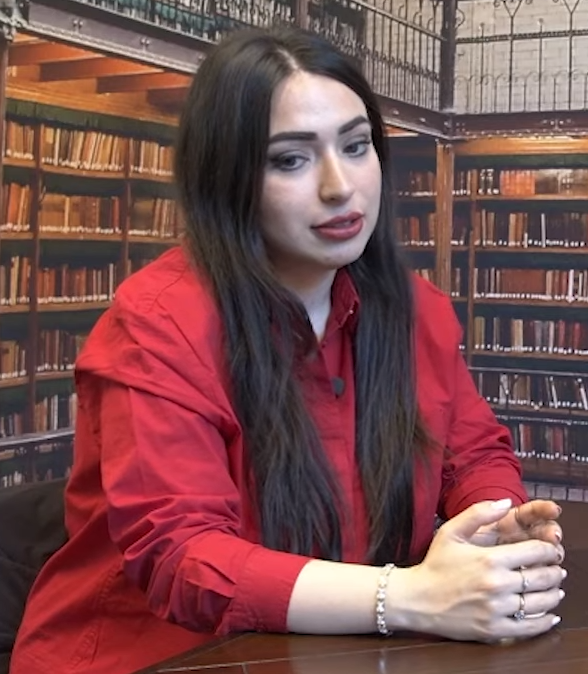
Lale Gül
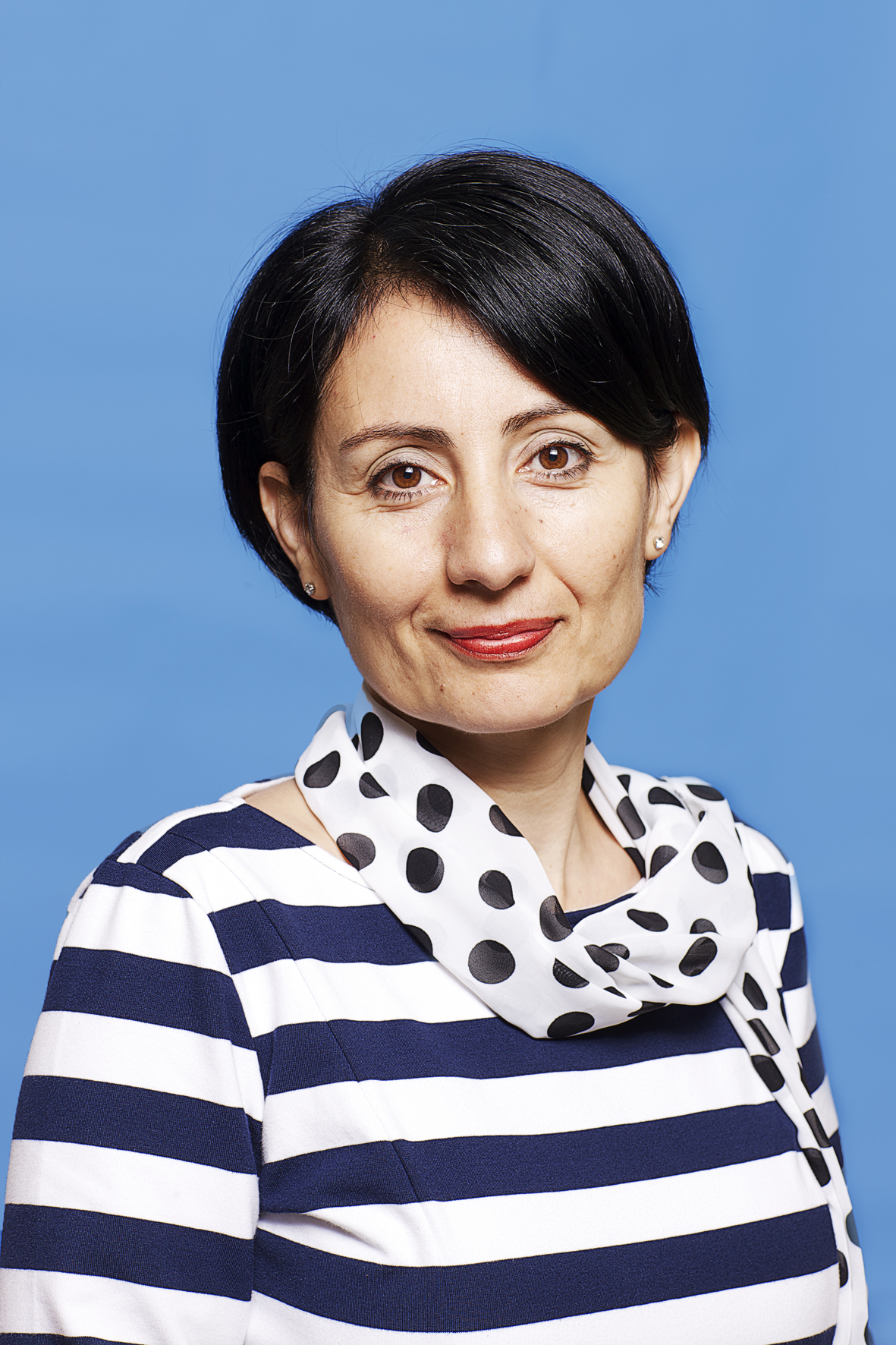
Keklik Yücel
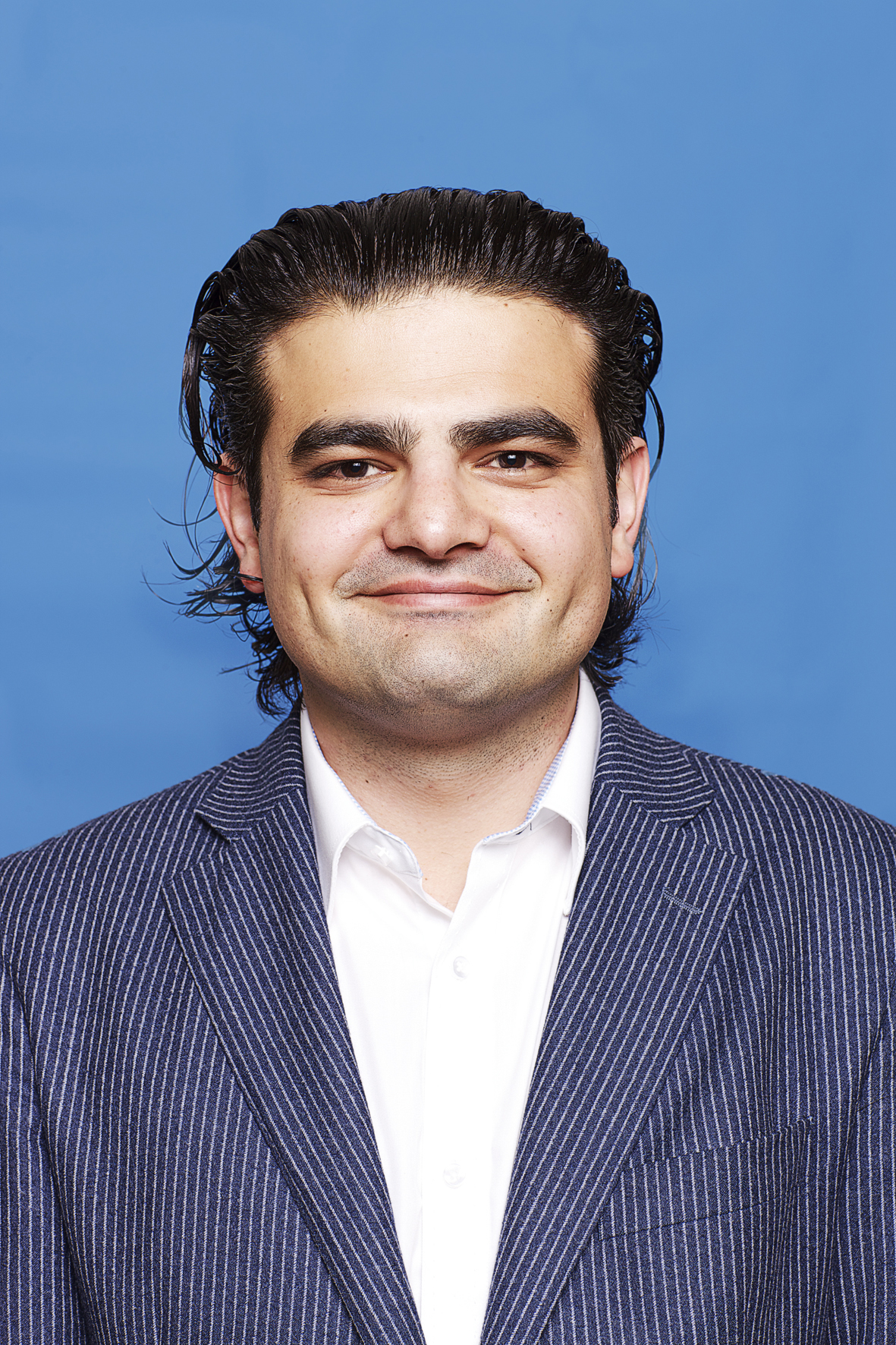
Tunahan Kuzu
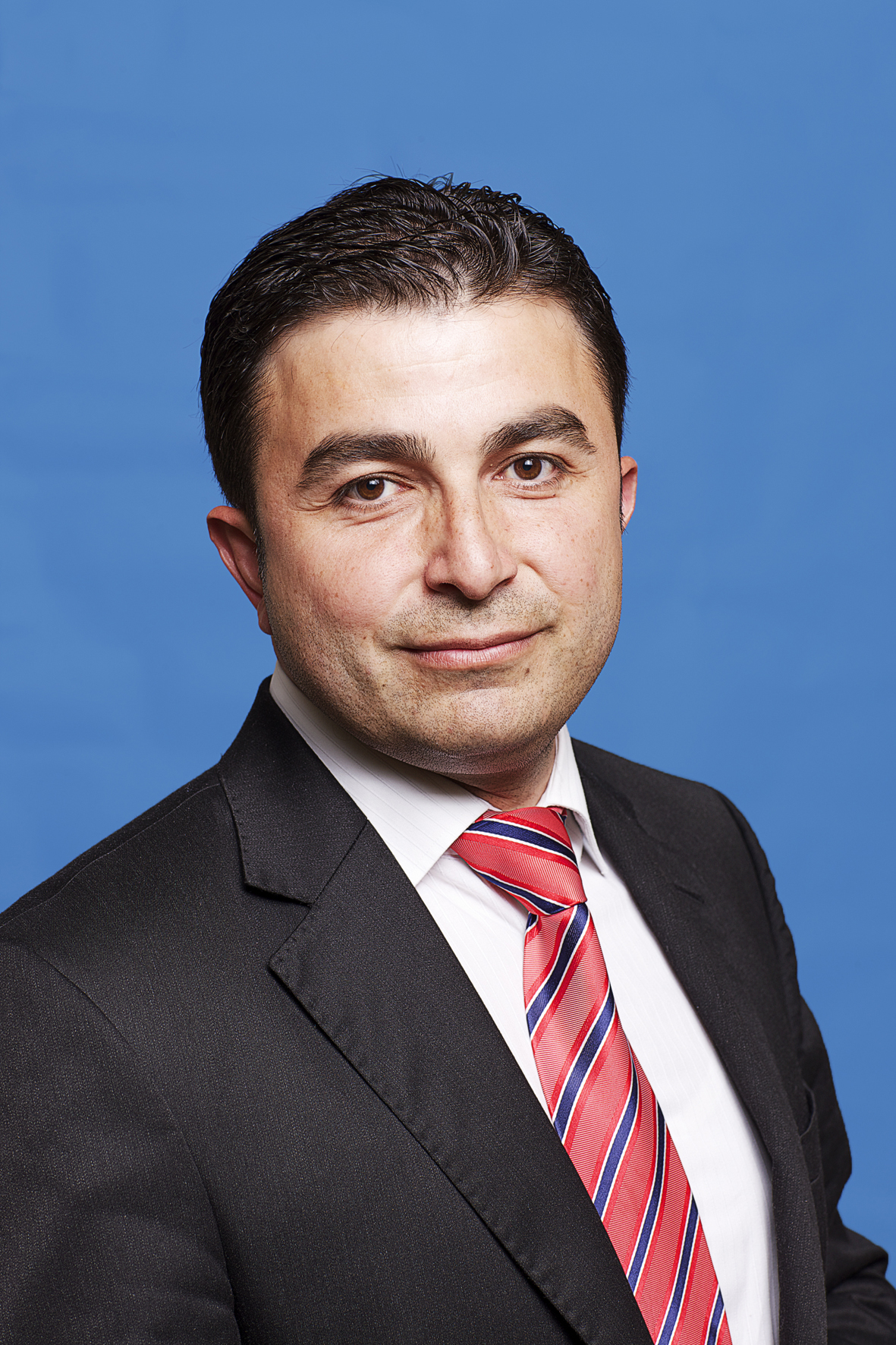
Selçuk Öztürk
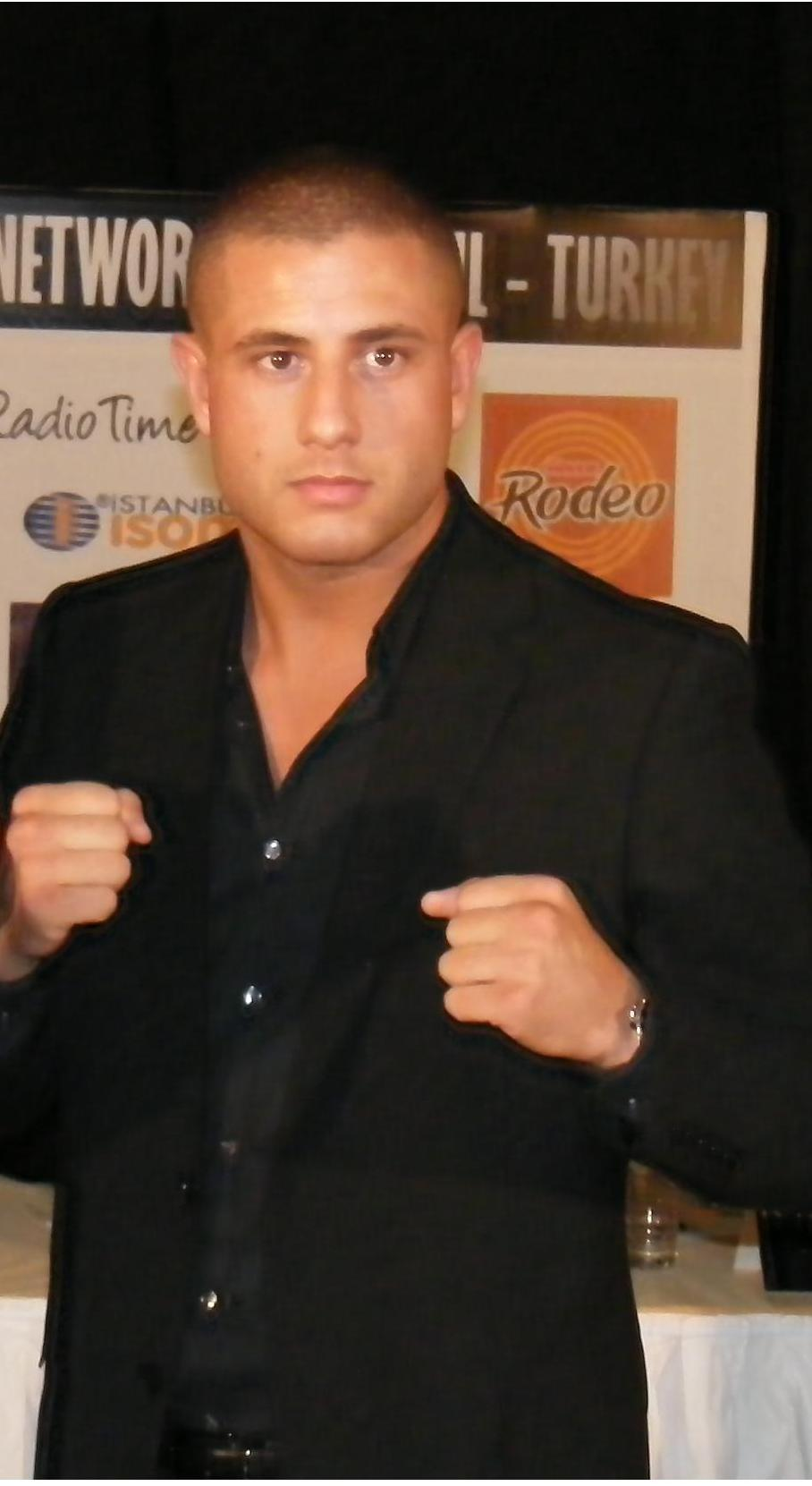
Gokhan Saki
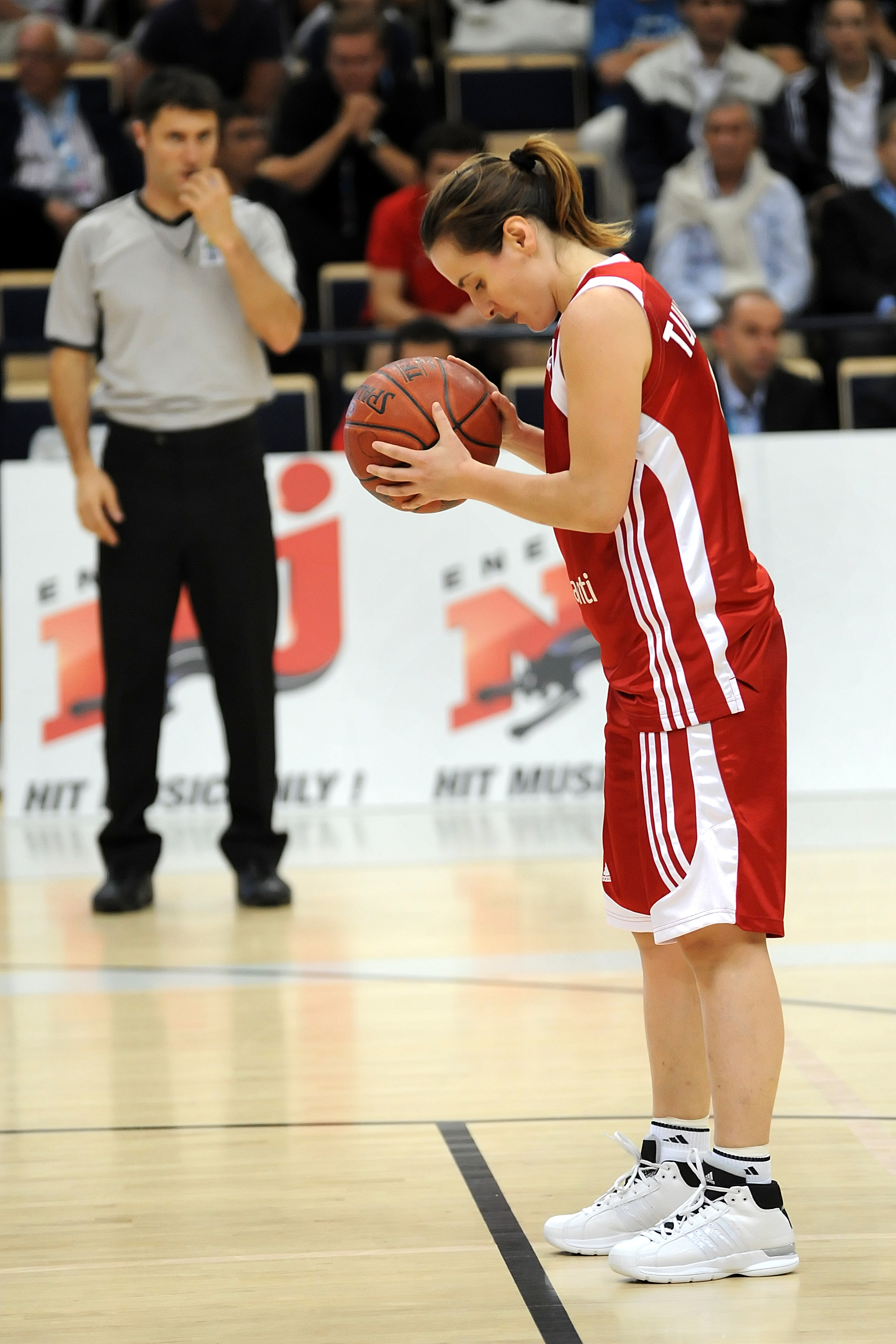
Esmeral Tunçluer
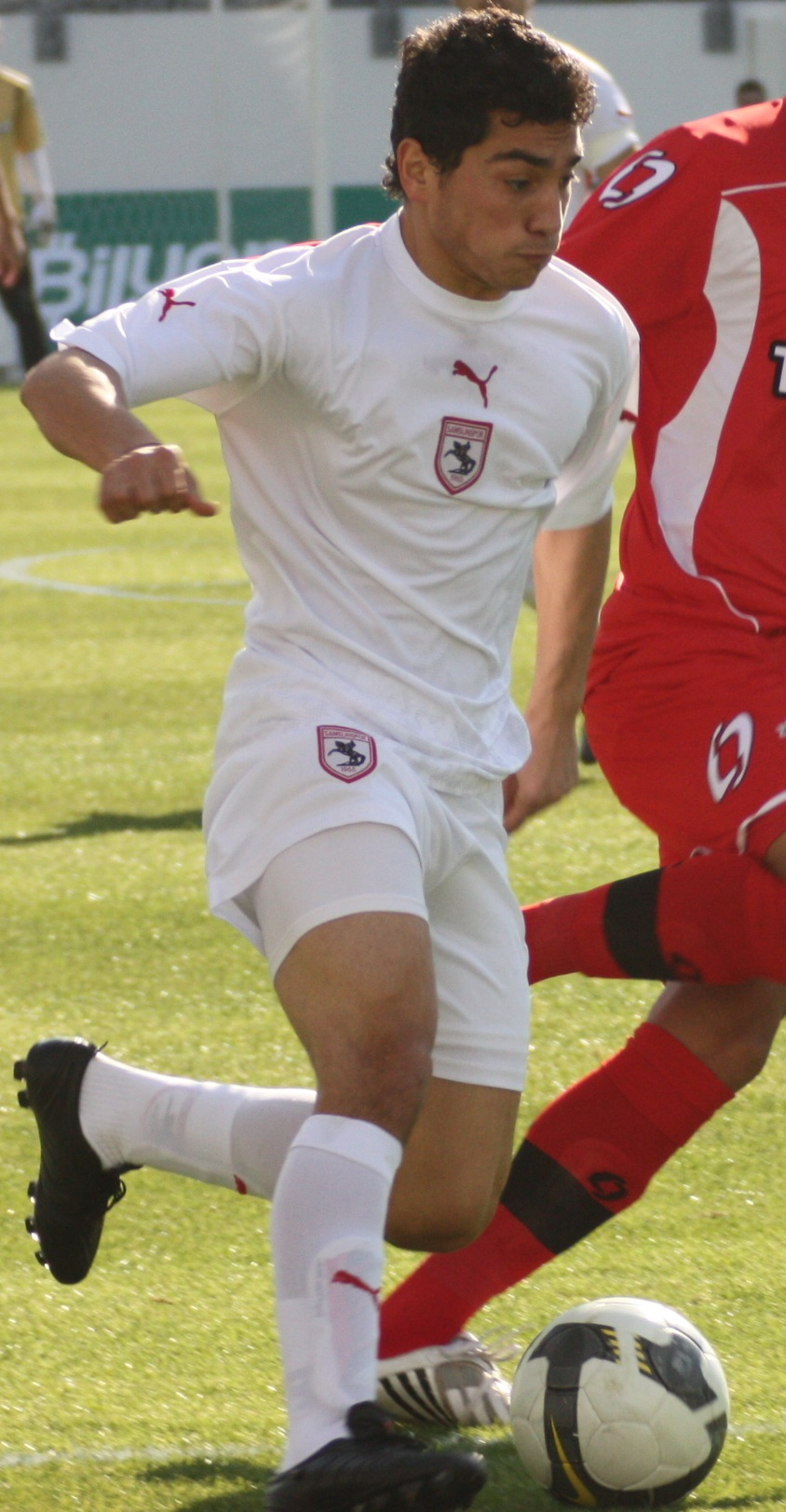
Murat Yildirim
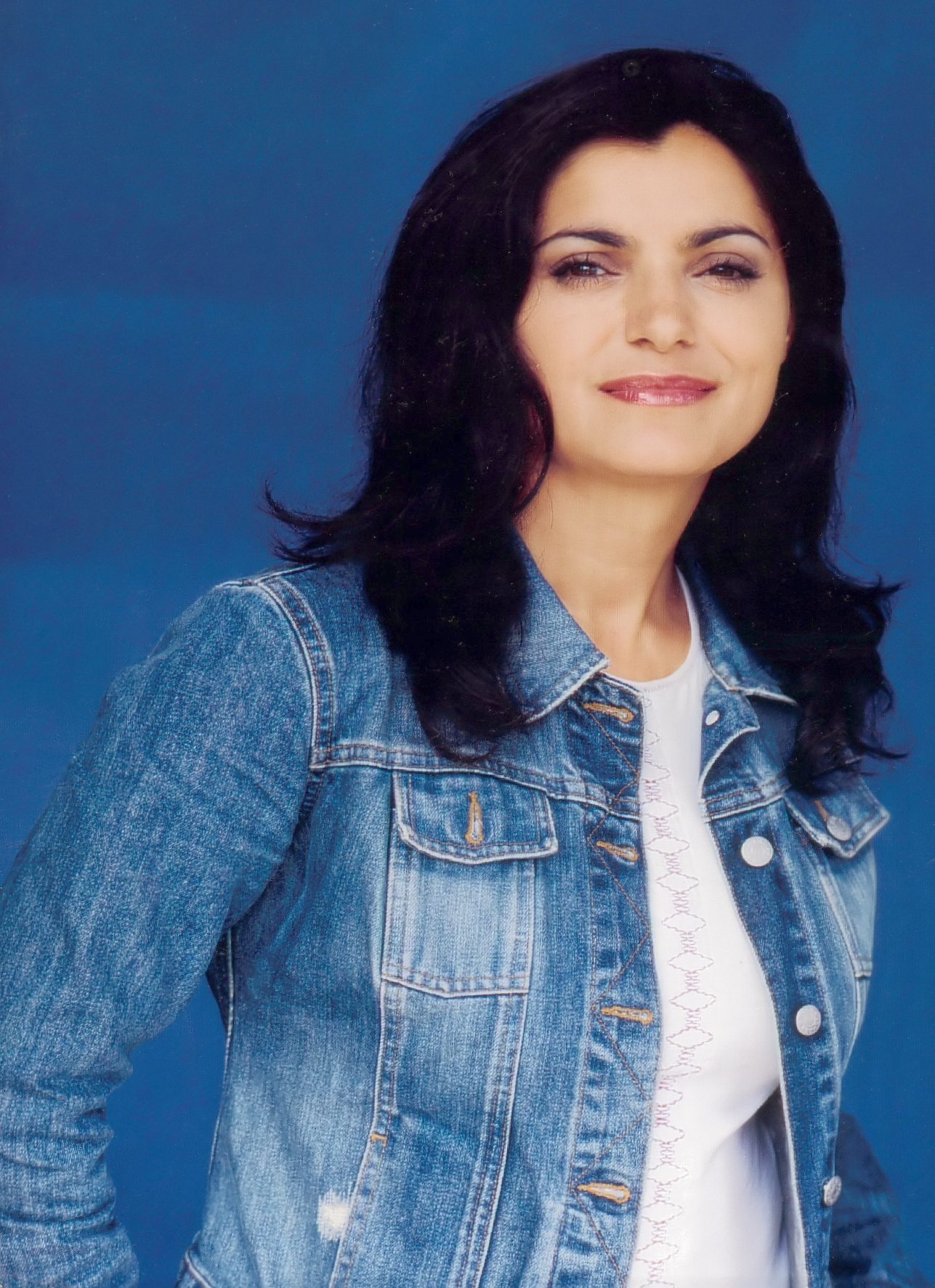
Şenay Özdemir
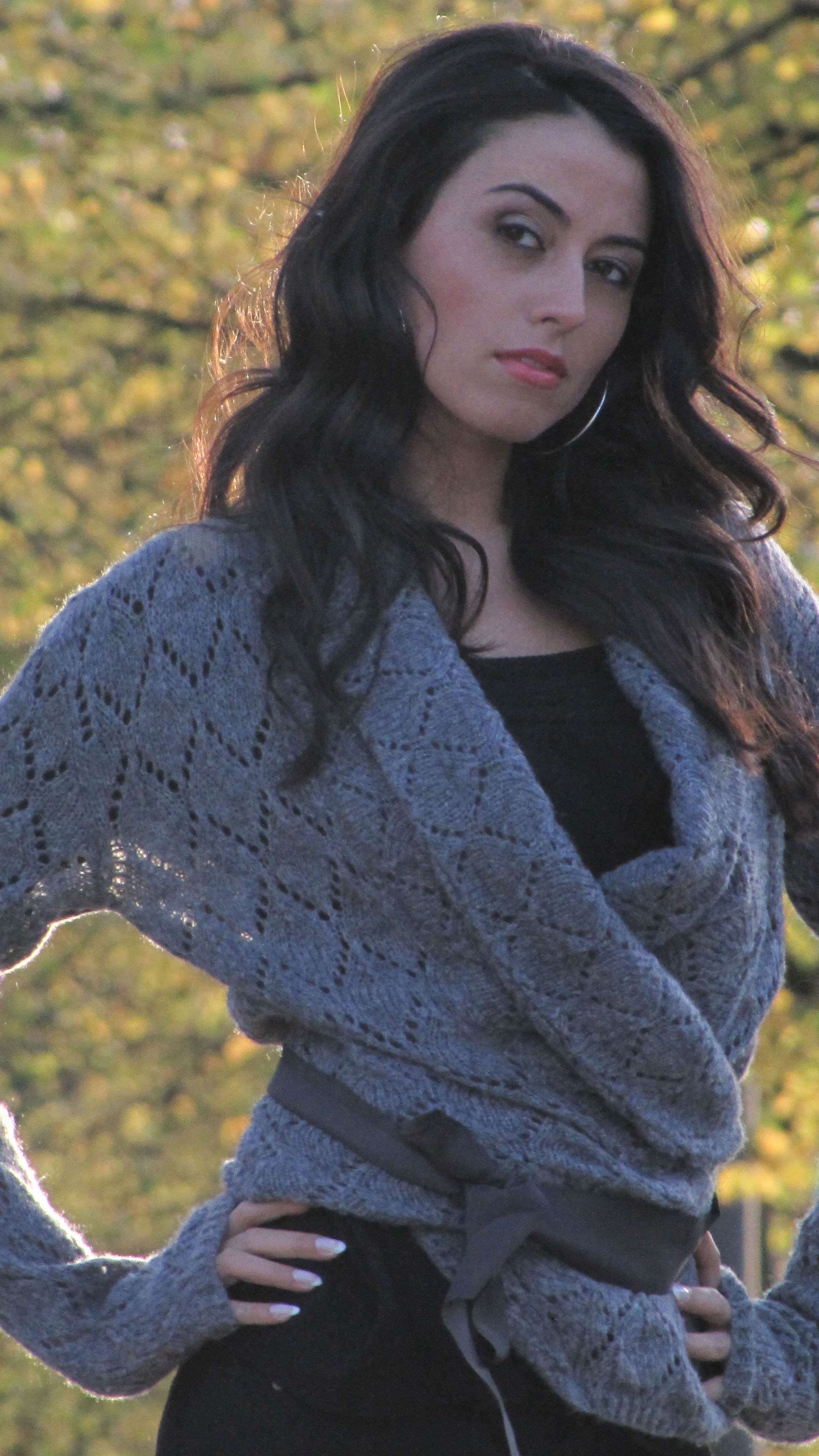
Deniz Akkoyun
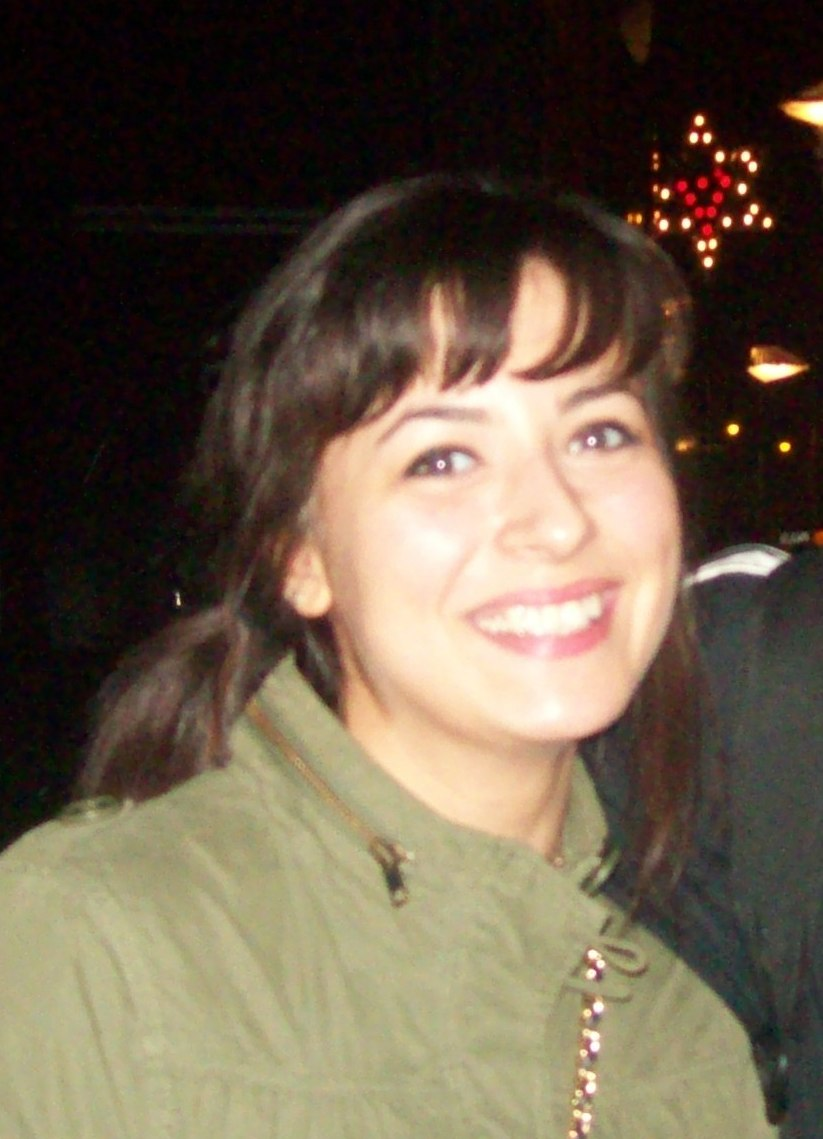
Gamze Tazim
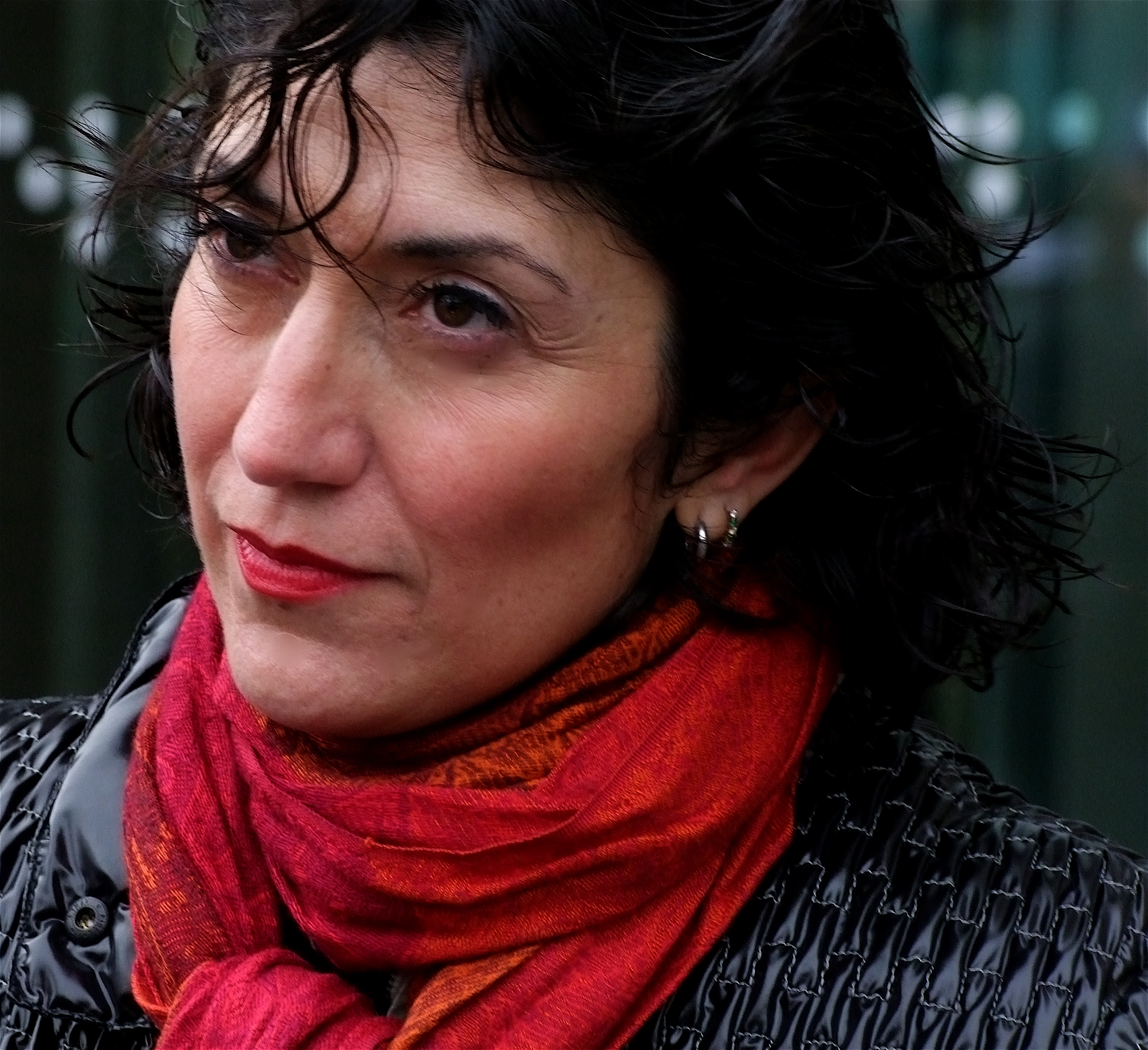
Nilgun Yerli
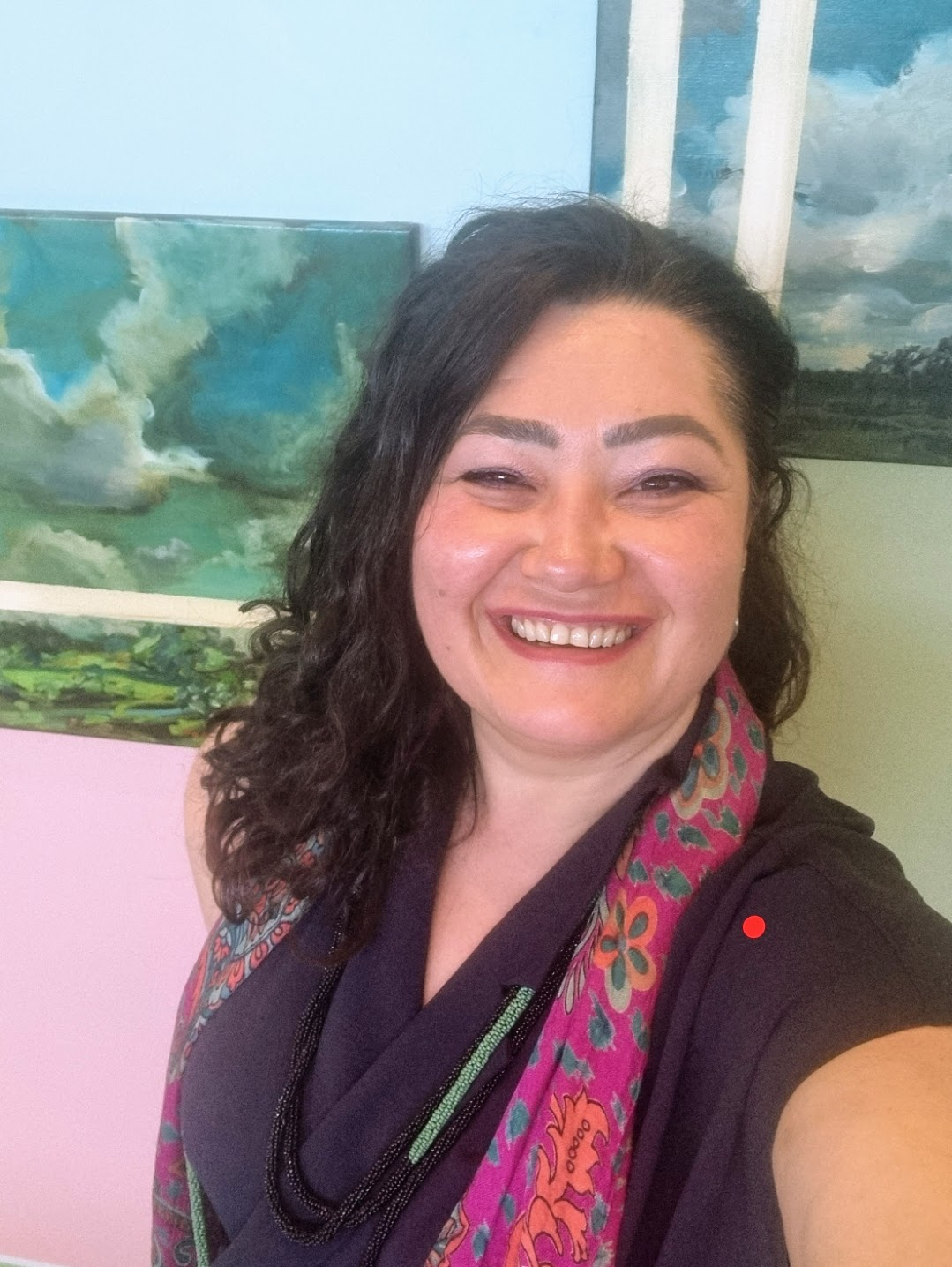
Hulya Aydogan(Cigdem)